# Càpnids

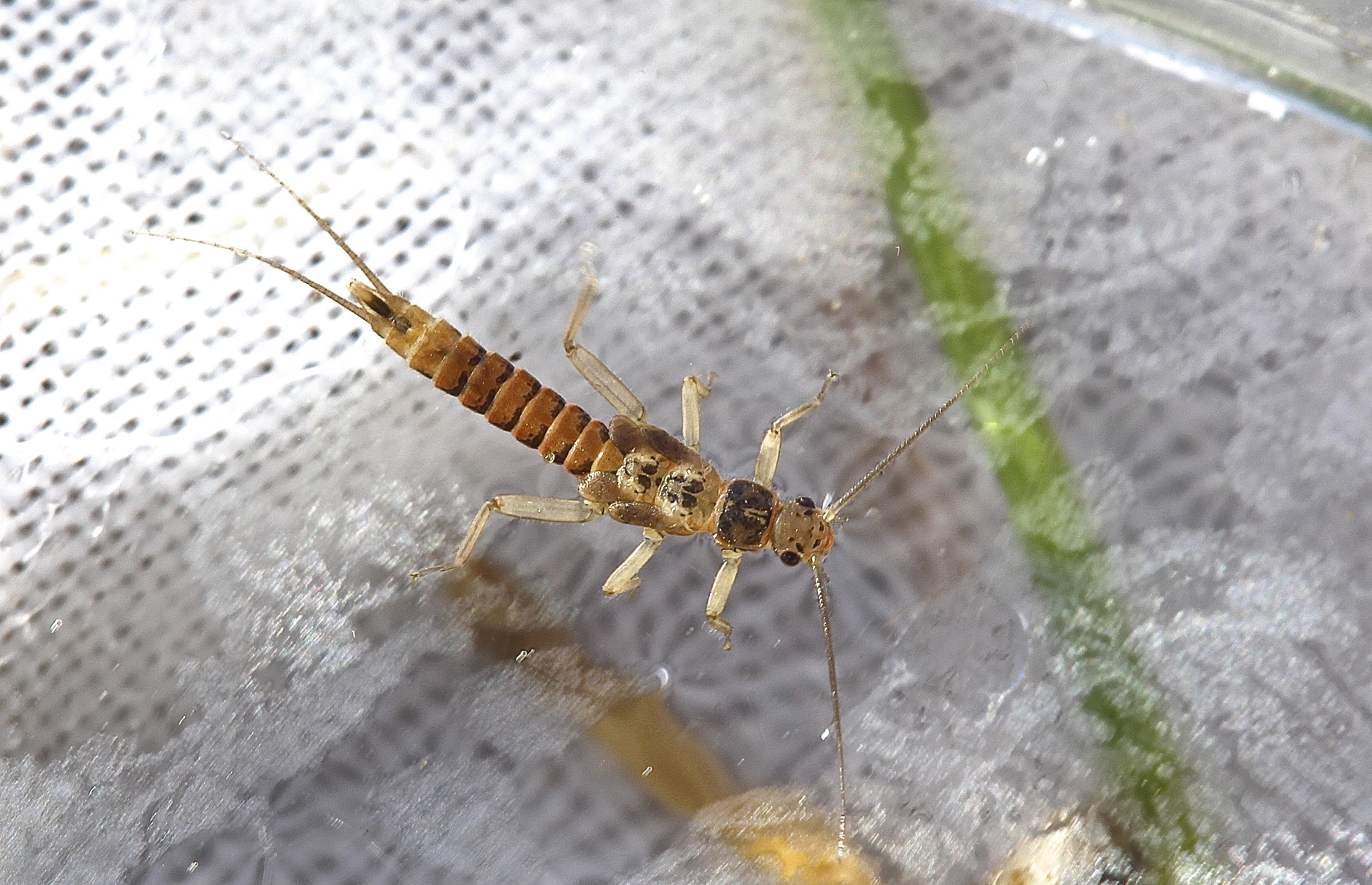
Nimfa d' Allocapnia pygmaea.

Els càpnids (Capniidae) són una família de plecòpters molt petits que viuen en capçaleres i petit rierols, principalment en conques poc mineralitzades.

## Descripció
- Les nimfes són petites, allargades, esveltes, de color marró o negroses, sense brànquies toràciques o abdominals, amb el segon segment del tars molt més curt que el primer (un tret compartit amb nimfes i adults de Nemouridae i Leuctridae)[4] i fàcilment confoses amb les de Leuctridae (llurs parents més propers) però se'n diferencien per tindre una mena de solc o obertura a l'abdomen que s'estén des del segment núm. 1 fins al 9.
- En general, els adults són de color negrós o gris fosc, petits (la majoria fan 7 mm de longitud, tot i que n'hi ha espècies que varien des de 4 fins a més de 25),[5] amb la venació alar reduïda, les ales anteriors amb poques venes transversals, les cel·les allargades (de diferents mides i no disposades en fileres), els cercs més llargs que l'amplada màxima del pronot i pleguen llurs ales horitzontalment sobre l'abdomen quan es troben en posició de repòs.[6] Les ales d'alguns mascles són curtes o rudimentàries (en el gènere Allocapnia, el lòbul anal de les ales posteriors és gairebé tant llarg com la resta de l'ala, mentre que en Capnia l'àrea anal arriba a no més enllà de la meitat de la longitud de l'ala).[4]

## Alimentació
Les nimfes es nodreixen amb les petites partícules orgàniques que es troben dins dels sediments, principalment generats per la fragmentació de les fulles i branques de la vegetació litoral o de la conca de drenatge associada, mentre que els adults mengen algues.

## Hàbitat
Totes les espècies de càpnids es troben als rius d'aigües netes i ben oxigenades, en zones de graves i sorres, normalment soterrades dins de la zona intersticial, que correspon als primers 30 cm del sediment dipositat al llit del riu. Per tant, només es poden capturar càpnids si són a la part superficial del sediment o quan estan a punt d'emergir-ne els adults aeris. Moltes de les seues espècies són endèmiques perquè necessiten ambients freds per desenvolupar-se (la qual cosa no els permet d'aventurar-se més enllà dels rius i rierols dels cims muntanyencs) o perquè no tenen ales. És precisament per això, que els biogeògrafs fan servir aquesta família de plecòpters per a estudiar la història geològica i evolutiva dels hàbitats on viuen.

## Costums
Semblen maldestres caminant damunt del substrat, ja que fan l'efecte que els pesen massa les antenes (en proporció al seu petit cos, són grans i gruixudes). Els adults emergeixen del novembre al juny (durant els períodes més freds de l'hivern poden ésser vistos caminant damunt la neu).

## Observacions
El fet que totes les espècies de càpnids visquin en rius i rieres temporals, al mateix temps que són molt estrictes en els seus requeriments d'òptima qualitat del medi aquàtic, els converteix en excel·lents bioindicadors de la qualitat d'aquests tipus de sistemes fluvials.

## Distribució geogràfica
Es troba a Euràsia (Islàndia, Àustria, Bulgària, Croàcia, Txèquia, Finlàndia, França, Alemanya, Grècia, Hongria, Irlanda, Itàlia, Montenegro, Noruega, Portugal, Romania, Rússia, Eslovàquia, Eslovènia, l'Estat espanyol, Suècia, Suïssa, la Gran Bretanya, Turquia, la Xina i el Japó), Nord-amèrica (el Canadà i els Estats Units), Mèxic, la República Dominicana i l'Àfrica del Nord (el Marroc, Algèria i Tunísia).

### Presència als Països Catalans
Al Principat de Catalunya se n'han capturat quatre espècies, les quals pertanyen a dos gèneres diferents (Capnioneura i Capnia). Tret de Capnionerua mitis, que presenta una distribució més o menys estesa en alçades mitjanes i baixes, les altres espècies són rares. Capnioneura brachyptera és endèmica del Pirineu, ja que només es troba en les capçaleres dels rius i llacs d'aquelles muntanyes. Capnia vidua viu en afluents de la conca superior del riu Cardener i Capnia bifrons habita els petits afluents de la Tordera al Montnegre i els rierols temporals i rieres que neixen al massís de Puig Ventós i el Massís de l'Ardenya.

## Gèneres
- Allocapnia (Claassen, 1928)[32][33][34][35]
- Apteroperla (Matsumura 1931)
- Baikaloperla (Zapekina-Dulkeit & Zhiltzova, 1973)
- Bolshecapnia (Ricker, 1965)
- Capnia (Pictet, 1841)
- Capniella (Klapálek, 1920)
- Capnioneura (Ris, 1905)
- Capnopsis (Morton, 1896)
- Capnura (Banks, 1900)[36]
- Eocapnia (Kawai, 1955)
- Eucapnopsis (Okamoto, 1922)
- Isocapnia (Banks, 1938)
- Mesocapnia (Rauser, 1968)
- Nemocapnia (Banks, 1938)
- Paracapnia (Hanson, 1946)
- Takagripopteryx (Okamoto, 1922)
- Utacapnia (Gaufin, 1970)[31][37][38][39][40][41][42]